# Yanbu repülőtér
A Yanbu repülőtér (arab nyelven: مطار الأمير عبدالمحسن بن عبدالعزيز) (IATA: YNB, ICAO: OEYN) Szaúd-Arábia egyik nemzetközi repülőtere, mely Yanbu közelében található.  Éves utasforgalma 960 000 fő (2015).

## Forgalom
Az utasforgalom az elmúlt években az alábbi módon változott:
| Utasok száma | 184 000 | 355 000 | 636 000 | 766 000 | 817 000 | 1 029 179 | 761 223 | 769 437 | 247 216 | 237 029 |
|              | 2009    | 2010    | 2012    | 2013    | 2014    | 2016      | 2017    | 2018    | 2020    | 2021    |

## Légitársaságok és úticélok
2023-ban a Yanbu repülőtérről az alábbi járatok indulnak:
| Légitársaság                | Célállomások                       |
| --------------------------- | ---------------------------------- |
| Air Arabia                  | Cairo, Sharjah                     |
| Air Cairo                   | Alexandria, Sohag                  |
| AlMasria Universal Airlines | Cairo                              |
| FlyEgypt                    | Cairo                              |
| Flynas                      | Dammam                             |
| Nesma Airlines              | Cairo                              |
| Nile Air                    | Alexandria, Cairo Hajj: Banda Aceh |
| Saudia                      | Jeddah, Riyadh                     |
| Turkish Airlines            | Istanbul, Trabzon                  |

## Futópályák
A repülőtér futópályái:
- 10/28 (3212 m, 45 m, aszfalt)